# Lincoln County (West Virginia)
Lincoln County ist ein County im Bundesstaat West Virginia der Vereinigten Staaten. Der Verwaltungssitz (County Seat) ist Hamlin. Das U.S. Census Bureau hat bei der Volkszählung 2020 eine Einwohnerzahl von 20.463 ermittelt.

## Geographie
Das County liegt im Südwesten von West Virginia, ist im Nordwesten etwa 45 km von Ohio, im Südwesten etwa 40 km von Kentucky entfernt und hat eine Fläche von 1136 Quadratkilometern, wovon drei Quadratkilometer Wasserfläche sind. Es grenzt im Uhrzeigersinn an folgende Countys: Putnam County, Kanawha County, Boone County, Logan County, Mingo County, Wayne County und Cabell County.

## Geschichte
Lincoln County wurde am 23. Februar 1867 aus Teilen des Boone-, Cabell-, Kanawha- und des Putnam County gebildet. Benannt wurde es nach Abraham Lincoln, dem 16. Präsidenten der Vereinigten Staaten.

## Demografische Daten
Nach der Volkszählung im Jahr 2000 lebten im Lincoln County 22.108 Menschen in 8.664 Haushalten und 6.532 Familien. Die Bevölkerungsdichte betrug 20 Einwohner pro Quadratkilometer. Ethnisch betrachtet setzte sich die Bevölkerung zusammen aus 99,04 Prozent Weißen, 0,06 Prozent Afroamerikanern, 0,17 Prozent amerikanischen Ureinwohnern, 0,06 Prozent Asiaten, 0,01 Prozent Bewohnern aus dem pazifischen Inselraum und 0,06 Prozent aus anderen ethnischen Gruppen; 0,61 Prozent stammten von zwei oder mehr Ethnien ab. 0,55 Prozent der Bevölkerung waren spanischer oder lateinamerikanischer Abstammung.
Von den 8.664 Haushalten hatten 33,0 Prozent Kinder und Jugendliche unter 18 Jahre, die bei ihnen lebten. 60,4 Prozent waren verheiratete, zusammenlebende Paare, 10,8 Prozent waren allein erziehende Mütter, 24,6 Prozent waren keine Familien, 22,2 Prozent waren Singlehaushalte und in 10,4 Prozent lebten Menschen im Alter von 65 Jahren oder darüber. Die Durchschnittshaushaltsgröße betrug 2,54 und die durchschnittliche Familiengröße lag bei 2,94 Personen.
Auf das gesamte County bezogen setzte sich die Bevölkerung zusammen aus 23,6 Prozent Einwohnern unter 18 Jahren, 9,3 Prozent zwischen 18 und 24 Jahren, 29,1 Prozent zwischen 25 und 44 Jahren, 24,9 Prozent zwischen 45 und 64 Jahren und 13,1 Prozent waren 65 Jahre alt oder darüber. Das Durchschnittsalter betrug 37 Jahre. Auf 100 weibliche Personen kamen 97,2 männliche Personen. Auf 100 Frauen im Alter von 18 Jahren oder darüber kamen statistisch 96,0 Männer.
Das jährliche Durchschnittseinkommen eines Haushalts betrug 22.662 USD, das Durchschnittseinkommen der Familien betrug 28.297 USD. Männer hatten ein Durchschnittseinkommen von 30.810 USD, Frauen 18.270 USD. Das Prokopfeinkommen betrug 13.073 USD. 22,8 Prozent der Familien und 27,9 Prozent der Bevölkerung lebten unterhalb der Armutsgrenze. Davon waren 37,6 Prozent Kinder oder Jugendliche unter 18 Jahre und 20,8 Prozent waren Menschen über 65 Jahre.